# Leishmania
Leishmania är ett släkte av parasiter som orsakar olika typer av sjukdomen leishmaniasis. Sjukdomen sprids från ett värddjur till en människa via sandmyggor (främst arter inom Phlebotomus och Lutzomyia) och är därför en vektorburen zoonos. Leishmania-släktet förekommer främst i tropiska och subtropiska områden. Det finns flera olika arter inom släktet och flera allvarliga typer av leishmaniasis, som efter malaria är den parasitsjukdom som skördar flest dödsoffer i världen.

## Historia
Sjukdomar orsakade av Leishmaniaparasiter finns dokumenterade i skrifter från 1500- och 1600-talen. Spanska erövrare skriver om hudskador som motsvarar de som vi idag vet orsakas av parasiten. Symptomen kom senare att benämnas "Andean sickness" eller "Valley sickness". Även "Kala-azar" eller "Black-fever" används på liknande symptom. Alexander Russell beskrev leishmaniasis hos en turkisk patient år 1756 under namnet "Aleppo Boil". Det nuvarande namnet har sjukdomen fått från William Leishman, en läkare från Glasglow som tjänade den brittiska armén i Indien. Leishman upptäckte deformeringar på mjälten hos en brittisk soldat som visade symptom på feber, anemi, uppsvälld mjälte och muskelatrofi. Leishman beskrev sjukdomen som "Dum dum febern" och publicerade sin upptäckt 1903.

## Evolution
Detaljerna kring evolutionen av Leishmaniaparasiten är omdebatterade och oklara. Det finns ett flertal teorier, där en föreslår ett Afrikanskt ursprung och att parasiten utvandrat till Amerika. En annan teori hävdar utvandring från Amerika till Den gamla världen vilket innefattar Europa men i viss mån också Asien, Afrika och Grönland.

## Livscykel
Arterna i släktet genomgår två stadier under sin livscykel. Stadiet i en sandmygga kallas promastigot och stadiet i en människa, eller ett annat däggdjur, kallas amastigot. Leishmania överförs då en infekterad sandmyggehona sticker en värd för att suga blod. I människans immunförsvar finns makrofager som fagocyterar parasiten då den identifieras som kroppsfrämmande. Leishamania överlever attackerna genom att bilda en vakuol inuti makrofagen. Istället för att dödas förökar den sig inuti vakuolen till dess att makrofagen spricker och frisätter de nya parasiterna i blodet. När den smittade värden blir stucken av en annan sandmygga överförs de infekterade makrofagerna via blodupptaget till nästa sandmygga som i sin tur kan infektera nya däggdjur.    

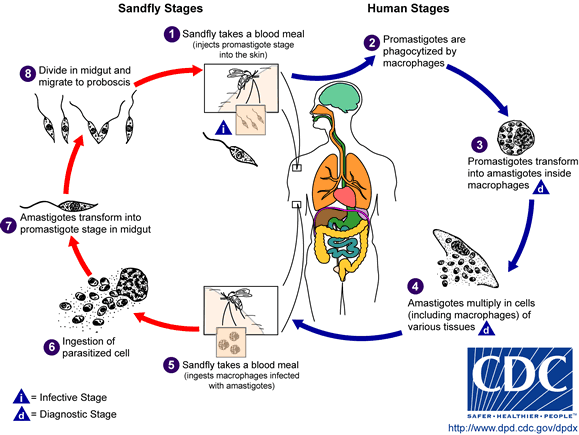
Förklarande bildtext:
1. Sandmyggan suger blod och injicerar samtidigt promastigoter i huden.
2. Promastigoterna fagocyteras av makrofager.
3. Promastigoterna omvandlas till amastigoter inuti makrofagen.
4. Amastigoterna förökas inuti olika vävnaders celler.
5. Sandmygga suger blod (suger upp infekterade makrofager).
6. Parasitinnehållande celler tas upp av myggan.
7. Amastigoterna omvandlas till promastigoter i tarmkanalen (hos sandmyggan).
8. Amastigoterna delar upp sig i tarmkanalen och vandrar till det snabelliknande organet hos sandmyggan.

## Utbredning
Sjukdomen leishmaniasis förknippas med fattigdom, undernäring, dåliga bostäder och brist på resurser och drabbar främst fattiga människor i Afrika, Asien och Latinamerika, framförallt i de tropiska och subtropiska områdena. Vid granskningar har det visat sig att leishmaniasis förekommer i 98 länder runt om i världen. Den form av leishmaniasis som ger kutor och knottror på huden, kutan leishmaniasis, är vanligast och förekommer i Amerika, Medelhavsområdet och västra Asien från Mellanöstern till Centralasien. De tio länder som är mest drabbade av denna typ beräknas vara: Afghanistan, Algeriet, Brasilien, Colombia, Costa Rica, Etiopien, Iran, Peru, Sudan och Syrien.

## Spridningsbiologi och smittöverföring
Sandmyggor lever inte i Sverige och leishmaniasis förekommer vanligtvis inte i landet. Däremot har leishmaniasis på senare år diagnostiserats på flera hundar i Sverige, vilket innebär att smittan skulle kunna föras vidare till människor. Leishmaniasis är en så kallad vektorburen zoonos, som kan överföras mellan djur och människa.  Det finns några enstaka fall i andra länder där man misstänker att leishmaniasis även kan ha överförts via blodtransfusion. De fall som bekräftats i Sverige har drabbat personer som besökt länder där parasiterna är vanliga.

## Smittbärare och värddjur
Det finns över 20 olika arter av Leishmania som orsakar sjukdomen leishmaniasis hos människan. Det finns olika däggdjursarter som kan vara värddjur och bära smittan. Värddjur som gnagare och räv får oftast inga symptom på att de är infekterade, medan hundar däremot kan drabbas av en svår och närmast obotlig form av skador. Hundar är värddjur för L. infantum, olika gnagare är huvudsakliga värddjur för L. major som ger en typ av hudskador på människor som kallas "kutan leishmaniasis”, medan L. tropica har människan som huvudsaklig värd.

## Leishmaniasis– symptom och behandling

### Visceral Leishmaniasis
(L. donovani, L. infantum)
Smittade personer drabbas av feber, hosta, diarréer och avmagring. Typiskt är också förstorad lever och mjälte, ökad hudpigmentering och svullna lymfkörtlar. Andra symptom är blodbrist, näsblod och blödningar i hud och slemhinnor. Parasitpopulationerna har utvecklat resistens vilket minskat antalet verksamma preparat. Idag behandlas infektionen ofta med amfotericin B eller miltefosine.

### Kutan Leishmaniasis

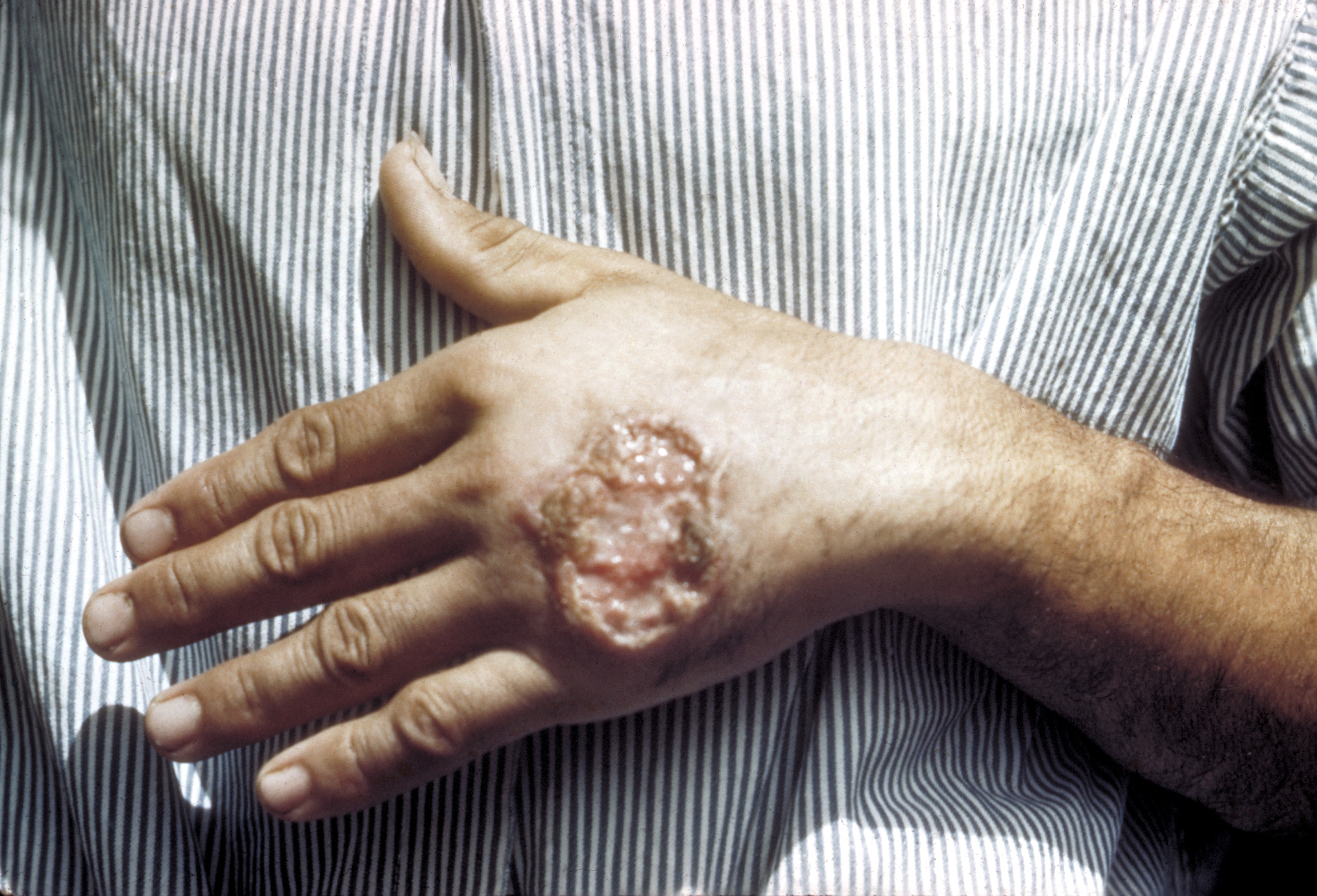
Kutan Leishmaniasis på hand.

(L. major, L. Aethiopica, L. Vianna braziliensis complex, L. Vianna panamensis)
Inkubationstiden för den kutana leishmaniasisen varierar från ett par veckor till flera månader. Synliga tecken på denna typ av leishmaniasis är sår med en kraterliknande form som lämnar tydliga ärr med torra hudflagor runtom. Även hudförhårdnader och vårtliknande knölar är vanligt och förekommer framförallt på de ställen på kroppen som blivit exponerade för mygg när patienten sovit. Smitta från de olika arterna ger skillnader i sjukdomsförlopp och hur aggressiv smittan blir vilket har betydelse för möjligheten till självläkning. Diagnos kan ställas med hjälp av mikroskopi då amastigoter ofta är synliga vid granskning av hudskrap och hudbiopsier. Odling kan också ske i de fall inga amastigoter är synliga för att säkerställa att Leishmania inte förekommer. Avgörande faktorer vid val av behandling är art, levnadsplats samt symptomen som framträder hos patienten. De mindre såren behandlas vanligen med behandlingar av kyla eller värme samt med läkemedel som parpmomycinsalva. Även natriumstiboglukonat kan användas lokalt men är också vanligt när smittan spridit sig i hela kroppen då det intas via blodomloppet. Flukonazol används också vid större smitta och intas då oralt. Det vill säga att det sväljes.

### Mukokutan Leishmaniasis
(L. vianna braziliensis complex)
Den mukokutana varianten av leishmaniasis kan angripa den smittades slemhinnor och där bryta ner kroppens egna vävnad vilket då yttrar sig som sår i munnen, näsan och svalget. Den sena typen, kallad "Post kala-azar dermal leishmaniasis (PKDL)", tros bero på att antigen av parasiten blivit kvar i kroppen efter behandling eller att behandlingen inte slagit ut alla parasiter. Vanlig behandling för denna typ är upprepade doser natriumstiboglukonat eller amfotericin B.